# Layne Staley
Layne Staley (22. srpna 1967, Kirkland, Washington – 5. dubna 2002, Seattle) byl americký zpěvák a člen grungeové skupiny Alice In Chains.

## Životopis
Narodil se 22. srpna 1967 (v témže roce se také narodil Kurt Cobain, se kterým se osobně znal). Ve věku sedmi let se jeho rodiče rozvedli.
Už jako velmi mladý hrál v různých kapelách na bicí, ale chtěl také zpívat, což mu neumožňovali, proto když měl tu příležitost, odešel a stal se zpěvákem. Vystupoval se skupinou Sleze složené z jeho kamarádů ze střední školy, kterou Staley sice dochodil, ale diplom kvůli nedostatku kreditů nikdy neobdržel. Sleze se později přejmenovali na Alice 'N Chains, de facto první iteraci jeho budoucí kapely. Staley byl často popisován jako velmi milý, zábavný, inteligentní a empatický člověk. Byl také schopným výtvarníkem (navrhl např. obal k desce Dirt), což jsou další spojitosti s Kurtem Cobainem. Jeho vedlejší projekt byl Mad Season.
V roce 1987 se setkal na party s kytaristou Jerry Cantrellem, kterému nabídl přístřeší (Cantrell v této době přežíval v Seattleském nahrávacím studiu Music Bank) a nástroje. Cantrell a Staley oba navštěvovali studio Music Bank, kam chodili mladí umělci trávit čas a vytvářet hudbu. Nehráli však zatím spolu - Layne měl svou vlastní kapelu a Cantrell hrál s bubeníkem Seanem Kinneym. Kinney s Cantrellem hledali zpěváka a Layne jim pomáhal se zkouškami, avšak zatím neměl o trvalé místo zájem. Kinney a Cantrell tak začali schválně do studia pozívat otřesné zpěváky - Staley měl dost a přijal post v kapele. Chyběl jim však basista a Staley navrhl kamaráda z dětství Mika Starra, s jehož sestrou shodou okolností zrovna randil bubeník Kinney. Tak se dává dohromady legendární lineup Alice In Chains. V roce 1990 pak vychází jejich první studiová deska Facelift, na které se objevuje snad nejznámější skladba skupiny, Man in the Box.
V roce 1992 vydal s Alice in Chains přelomové album Dirt, jehož texty byly z velké části ovlivněny závislostí na heroinu. Staley zde začíná přispívat i hrou na kytaru, složil skladby Hate to Feel a Angry Chair. O dva roky později skupina musela svou koncertní šňůru přerušit právě kvůli drogové závislosti Laynea, která jemu i skupině způsobila v následujících letech těžké komplikace. Ze skupiny odchází Mike Starr a nahrazuje ho basista působící v kapele Ozzyho Osbourna, Mike Inez. V roce 1994 vychází kriticky velmi úspěšné EP Jar of Flies a o rok později kapela vydává samozvané album, často nazývané Tripod (Tripod bylo jméno třínohého psa, který terorizoval sousedství bubeníka Kinneyho v jeho dětství.)
Se skupinou Mad Season Layne v roce 1995 nahrál jediné album Above poté, co se v léčebně ze závislosti začal přátelit s kytaristou Pearl Jam Mikem McCreadym. Střízlivost mu však bohužel dlouho nevydržela a Layne opět propadá heroinu. V roce 1996 vystoupila Alice in Chains ve vynikajícím MTV Unplugged, kde je Layne už viditelně vyčerpaný závislostí na heroinu. V roce 1996 pak kapela vystoupila na čtyřech koncertech KISS jako jejich předvystoupení. Svůj poslední koncert Layne odzpíval 3. července 1996 v Kemper Aréně v Kansas City. Po koncertě se Staley předávkoval a skončil v nemocnici.
O několik měsíců později, v říjnu 1996 zemřela Laynova životní láska Demri Parrott, se kterou již však v době její smrti nebyl pohromadě. Její smrt ho natolik zasáhla, že v podstatě vzdal svůj život.
Layne věděl, že umírá. Zpytoval však svých chyb a řekl, že nikdy nechtěl takto zemřít, ale že už je moc pozdě. Mluvil o tom, jakou udělal chybu, když začal brát drogy. Řekl: "Můj svět se stal noční můrou."
19. dubna 2002 byl nalezen mrtev ve svém bytě v Seattlu. Příčinou smrti bylo pravděpodobně předávkování speedballem, což je směs heroinu a kokainu. Smrt nastala zřejmě už 5. dubna (v tento den v roce 1994 zemřel Kurt Cobain), byl nalezen až 14 dní po své smrti. Zemřel ve věku 34 let.
Po jeho smrti byl zřízen fond zaštítěný jeho jménem, který se snaží pomáhat lidem těžce závislým na drogách.

## Poslední roky
26. února 1997 se Staley a další členové Alice in Chains zúčastnili předání cen Grammy Awards poté, co byla píseň „Again“ nominována za nejlepší výkon v kategorii Hard Rock.
V roce 1998, uprostřed zvěstí, že Staley málokdy opuští svůj byt, ztratil schopnost přijímat jídlo a žil na dietě. 22. června 1998, Staley telefonoval rozhlasovému programu Rockline a dal vzácný rozhovor, zatímco Jerry Cantrell propagoval své první sólové album Boggy Depot.
V říjnu 1998, Staley znovu se objevil nahrál dvě skladby s Alice in Chains, “Get Born Again” a “Died”, které se objevili na kompilaci Music Bank v roce 1999. Z nahrávání těchto písní také pochází jedny z posledních Staleyho publikovaných fotografií, na kterých oslavuje své narozeniny. Producent Dave Jerden - původně vybraný kapelou pro výrobu - řekl: „Staley vážil 80 liber… a byl bílý jako duch.“ Cantrell odmítl komentovat vystoupení zpěváka a manažerka skupiny Susan Silver uvedla, že zpěváka neviděla od „minulého roku“.
Staley vystoupil na svém posledním veřejném vystoupení 31. října 1998, když se zúčastnil sólového koncertu Jerryho Cantrella v Seattlu. Odmítl Cantrellovu nabídku zpívat s ním na jevišti. Fotografie pořízená ze zákulisí této show je jeho nejnovější fotka, která byla zveřejněna. Staley měl dlouhé vlasy, brýle, nosil tričko hry Metal Gear Solid a kolem krku měl na provázku šlukovku.
Poté se Staley nakonec přece vrátil k hudbě, i když pouze z pohodlí domova. Jednalo se o Class '99, projekt s členy Rage Against the Machine, Janes Addiction a Porno pro Pyros, kde nazpíval obě části legendárního "Another Brick in the Wall" jako soundtrack k filmu The Faculty.
19. července 1999, se v rozhlase objevili Cantrell, Inez a Kinney pro diskusi o vydání Nothing Safe: Best of the Box, když se nečekaně ozval Staley. Toto byl Staleyho poslední rozhovor.
Od roku 1999 do 2002 se Staley schoval do exilu svého bytu v Seattlu, který zřídka opouštěl. O podrobnostech jeho života v tomto období je málo známo. Staley ovšem tvrdil, že tráví většinu svých dnů tvorbou umění, hraním videoher (dle přátel byl expertem a návštěvám často ukazoval tipy a triky) nebo užíváním drog. Staleyho jednorázový spolubydlící a přítel Morgen Gallagher později řekl, že kolem roku 2001 Staley chystal comeback, konkrétně měl jít na konkurz do Audioslave, ale kytarista Audioslave Tom Morello tento požadavek zamítl. Jako důvod se uvádí že Staley chtěl návrat v řádu měsíců a Morello nechtěl čekat. Jedná se však pouze o drb, který nikdy nebyl oficiálně potvrzen.
Staleyova matka v roce 2007 pro The Seattle Times řekla, že navzdory jeho izolaci nebyl nikdy daleko od lásky své rodiny a přátel, kteří naplnili jeho záznamník a poštovní schránky zprávami a dopisy. "To, že byl izolován, neznamená, že jsme s ním neměli společné chvíle." McCallum také prohlašoval, že viděla Staleyho na Den díkůvzdání v roce 2001 a opět těsně kolem Valentýna 2002, když navštívil dítě své sestry. To bylo naposledy, kdy McCallum viděla svého syna. Sean Kinney komentoval poslední roky a období izolace Staleyho takto:
Dostalo se do bodu, kdy se fyzicky i citově držel uzamčený. Stále jsem se snažil navázat kontakt ... Třikrát týdně, vždy na minutu přesně, jsem mu volal, ale nikdy mi neodpověděl. Pokaždé, když jsem byl v okolí jeho bytu, křičel jsem na něj ... I když jsem se dostal do budovy kde bydlel, nechtěl otevřít dveře. Zavolali jste a on by neodpověděl. Nemohli jste vykopnout dveře a chytit ho, i když jsem o tom tolikrát přemýšlel. Ale pokud někdo nechce, co vlastně může udělat kdokoli jiný?
Staleyho fyzický vzhled se stále zhoršoval: ztratil většinu zubů, jeho kůže byla bledá a spekulovalo se i o tom, že přišel o dva prsty na ruce, což Staley v online diskuzi tehdy vyvrátil. Blízcí přátelé jako Matt Fox řekl: „Pokud ho nikdo neslyšel celé týdny, nebylo to neobvyklé“. Staley se stále více distancoval od svých přátel a členů kapely, kteří se opakovaně pokusili dostat ho do léčebny, Staley odmítal. Staleyho blízký přítel Mark Lanegan řekl: „Od té doby s nikým nemluvil ... Je to už pár měsíců, co jsem s ním mluvil."
Poslední osoba, která Laynyho viděla živého byl kamarád z dětství a původní baskytarista skupiny Mike Starr, který den před Laynovou smrtí přišel se zpěvákem oslavit své narozeniny.

## Diskografie

### Alice In Chains
- Facelift (1990)
- Sap (EP, 1992)
- Dirt (1992)
- Jar of Flies (EP, 1994)
- Alice in Chains (1995)
- MTV Unplugged (1996)
- Live (2000)

### Mad Season
- Above (1995)
- Live at the Moore (Live, 1995)